# رجم مسلم
رجم مسلم هي بلدة تقع في محافظة عمان شمال غرب الأردن .